# Hans Sappeur
Hans Sappeur (* 25. Dezember 1897 in Pontresina; † 7. Januar 1987 in Orselina) war ein Schweizer Politiker (LdU). 

## Leben
Sappeur besuchte die Handelsschule Zürich und lernte Industriekaufmann in Genua, Düsseldorf und Bogotá. Er wurde Leiter einer Baufirma, von 1934 bis 1949 einer Kartonagefabrik. Von 1934 bis 1947 war er Vorstand der Genossenschaft Sabina. Von 1947 bis 1949 war er Personalchef des Migros-Genossenschafts-Bunds. 1937 war er Mitgründer des Landesrings der Unabhängigen, 1942 Standesobmann (Präsident der Kantonalpartei) und ab 1948 Landesobmann (Präsident der schweizerischen Partei). Von 1938 bis 1943 war er Zürcher Gemeinderat (von 1941 bis 1942 war er dessen Präsident). Von 1943 bis 1951 war er Nationalrat. Von 1949 bis 1958 war er Stadtrat in Zürich. Als Vorsteher des Schulamts widmete sich Sappeur vor allem dem Ausbau der heilpädagogischen Hilfsschule und der Sprachheilkindergärten. Sappeur wurde wegen seines konzilianten Wesens geschätzt.